# RRAS (ген)
RRAS (англ. RAS related) – білок, який кодується однойменним геном, розташованим у людей на короткому плечі 19-ї хромосоми. Довжина поліпептидного ланцюга білка становить 218 амінокислот, а молекулярна маса — 23 480.
| 10         |  | 20         |  | 30         |  | 40         |  | 50         |
| ---------- |  | ---------- |  | ---------- |  | ---------- |  | ---------- |
| MSSGAASGTG |  | RGRPRGGGPG |  | PGDPPPSETH |  | KLVVVGGGGV |  | GKSALTIQFI |
| QSYFVSDYDP |  | TIEDSYTKIC |  | SVDGIPARLD |  | ILDTAGQEEF |  | GAMREQYMRA |
| GHGFLLVFAI |  | NDRQSFNEVG |  | KLFTQILRVK |  | DRDDFPVVLV |  | GNKADLESQR |
| QVPRSEASAF |  | GASHHVAYFE |  | ASAKLRLNVD |  | EAFEQLVRAV |  | RKYQEQELPP |
| SPPSAPRKKG |  | GGCPCVLL   |  |            |  |            |  |            |

A: Аланін

C: Цистеїн

D: Аспарагінова кислота

E: Глутамінова кислота

F: Фенілаланін

G: Гліцин

H: Гістидин

I: Ізолейцин

K: Лізин

L: Лейцин

M: Метіонін

N: Аспарагін

P: Пролін

Q: Глутамін

R: Аргінін

S: Серин

T: Треонін

V: Валін

Білок має сайт для зв'язування з нуклеотидами, ГТФ. 
Локалізований у клітинній мембрані, мембрані.